# 指云寺

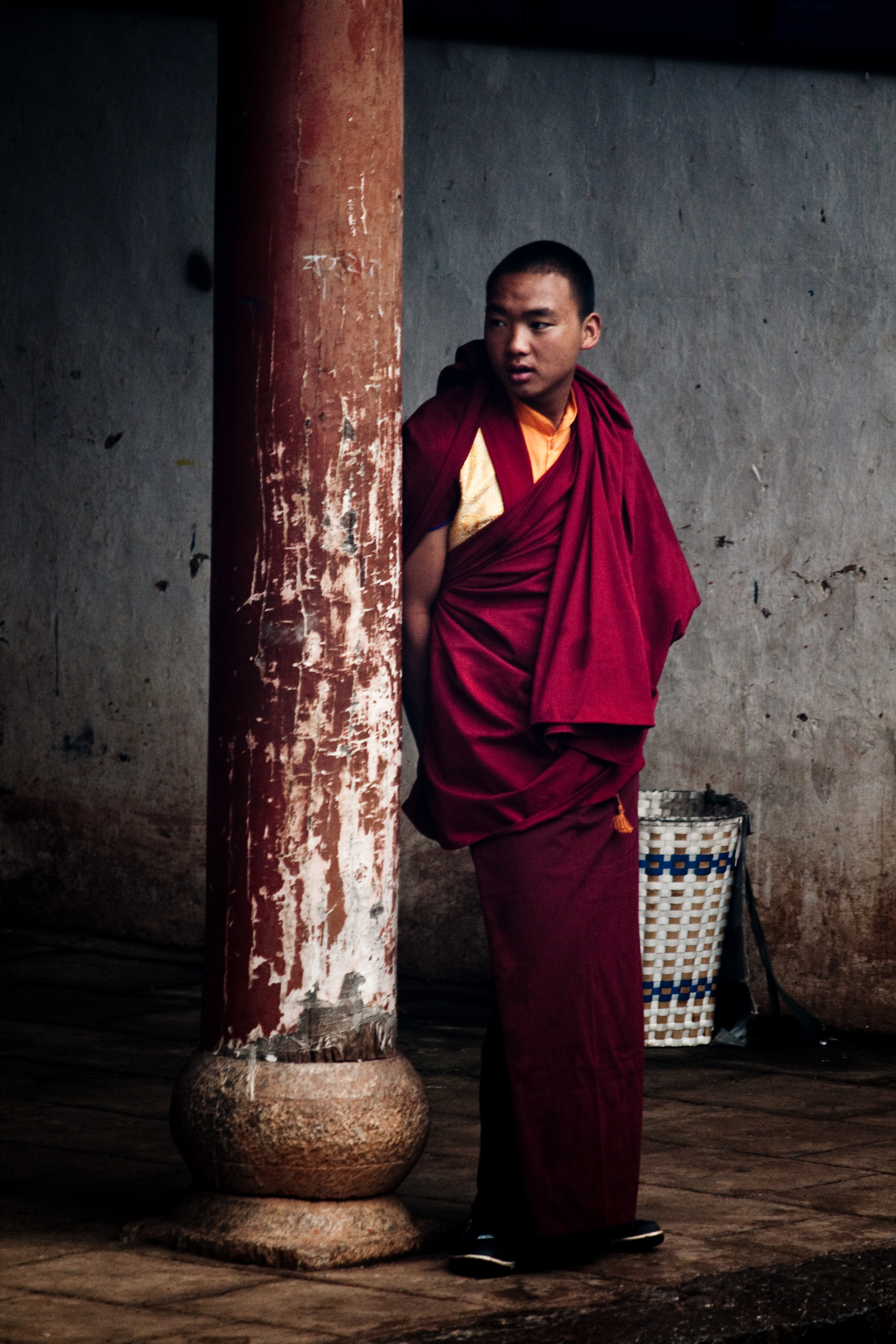
指云寺的僧人

指云寺，位于中国云南省丽江市玉龙县拉市镇，是丽江五大喇嘛寺之一。“指云”意为“指点云彩”。于清雍正五年（1727年）建立。咸丰、同治年间毁于乱世，光绪五年（1879年）完成重建。指云寺原有院十三个，现仅存一大院和五小院。
2022年3月起作为玉龙纳西族自治县佛教协会驻地。